# Citers
Citers és un municipi francès situat al departament de l'Alt Saona i a la regió de Borgonya - Franc Comtat. L'any 2007 tenia 827 habitants.

## Demografia

### Població
El 2007 la població de fet de Citers era de 827 persones. Hi havia 297 famílies, de les quals 64 eren unipersonals (28 homes vivint sols i 36 dones vivint soles), 91 parelles sense fills, 138 parelles amb fills i 4 famílies monoparentals amb fills.
La població ha evolucionat segons el següent gràfic:
Habitants censats

### Habitatges
El 2007 hi havia 353 habitatges, 311 eren l'habitatge principal de la família, 17 eren segones residències i 26 estaven desocupats. 341 eren cases i 12 eren apartaments. Dels 311 habitatges principals, 262 estaven ocupats pels seus propietaris, 44 estaven llogats i ocupats pels llogaters i 4 estaven cedits a títol gratuït; 3 tenien dues cambres, 27 en tenien tres, 72 en tenien quatre i 209 en tenien cinc o més. 260 habitatges disposaven pel capbaix d'una plaça de pàrquing. A 121 habitatges hi havia un automòbil i a 175 n'hi havia dos o més.

### Piràmide de població
La piràmide de població per edats i sexe el 2009 era:
| Homes | Edats   | Dones |
| ----- | ------- | ----- |
| 4     | 95 o +  | 4     |
| 12    | 90 a 94 | 0     |
| 4     | 85 a 89 | 12    |
| 0     | 80 a 84 | 8     |
| 12    | 75 a 79 | 0     |
| 0     | 70 a 74 | 4     |
| 20    | 65 a 69 | 4     |
| 24    | 60 a 64 | 20    |
| 16    | 55 a 59 | 16    |
| 16    | 50 a 54 | 28    |
| 8     | 45 a 49 | 16    |
| 32    | 40 a 44 | 20    |
| 40    | 35 a 39 | 56    |
| 28    | 30 a 34 | 28    |
| 36    | 25 a 29 | 20    |
| 16    | 20 a 24 | 4     |
| 21    | 15 a 19 | 20    |
| 56    | 10 a 14 | 44    |
| 36    | 5 a 9   | 40    |
| 40    | 0 a 4   | 8     |

## Economia
El 2007 la població en edat de treballar era de 537 persones, 384 eren actives i 153 eren inactives. De les 384 persones actives 353 estaven ocupades (196 homes i 157 dones) i 31 estaven aturades (10 homes i 21 dones). De les 153 persones inactives 57 estaven jubilades, 46 estaven estudiant i 50 estaven classificades com a «altres inactius».

### Ingressos
El 2009 a Citers hi havia 321 unitats fiscals que integraven 863 persones, la mediana anual d'ingressos fiscals per persona era de 17.435 €.

### Activitats econòmiques
Dels 23 establiments que hi havia el 2007, 1 era d'una empresa alimentària, 1 d'una empresa de fabricació d'altres productes industrials, 6 d'empreses de construcció, 6 d'empreses de comerç i reparació d'automòbils, 1 d'una empresa de transport, 2 d'empreses d'hostatgeria i restauració, 3 d'empreses immobiliàries, 2 d'entitats de l'administració pública i 1 d'una empresa classificada com a «altres activitats de serveis».
Dels 11 establiments de servei als particulars que hi havia el 2009, 1 era una oficina de correu, 2 tallers de reparació d'automòbils i de material agrícola, 1 paleta, 1 fusteria, 2 lampisteries, 1 electricista, 1 empresa de construcció, 1 perruqueria i 1 restaurant.
Dels 2 establiments comercials que hi havia el 2009, 1 era una botiga de més de 120 m² i 1 una botiga de menys de 120 m².
L'any 2000 a Citers hi havia 7 explotacions agrícoles.

## Equipaments sanitaris i escolars
L'únic equipament sanitari que hi havia el 2009 era una farmàcia.
El 2009 hi havia una escola elemental.

## Poblacions més properes
El següent diagrama mostra les poblacions més properes.